# Înainteprăznuire
Înainteprăznuirea este o perioadă de timp de dinaintea unei sărbători mari din anul creștin în timpul căreia Biserica anticipează sărbătoarea care se apropie. Această apropiere se reflectă în viața liturgică prin prefigurarea sărbătorii în slujbele care se țin în perioada înainteprăznuirii.
Majoritatea sărbătorilor care au înainteprăznuire au și dupăprăznuire și odovanie.
Perioada de îninteprăznuire variază între una și cinci zile, în funcție de particularitatea sărbătorii.
Sfintele Paști, celelalte sărbători din Penticostar și Duminica Floriilor nu au înainteprăznuire. Majoritatea sărbătorilor mai mici, care nu sunt Praznice Împărătești, nu au înainteprăznuire.

## Durata înainteprăznuirii
- Nașterea Maicii Domnului (8 septembrie)—înainteprăznuire: o zi (7 septembrie)
- Înălțarea Sfintei Cruci (14 septembrie)—înainteprăznuire: o zi (13 septembrie)
- Intrarea în Biserică a Maicii Domnului (21 noiembrie)—înainteprăznuire: o zi (20 noiembrie)
- Nașterea Domnului  (25 decembrie)—înainteprăznuire: 5 zile (20 decembrie - 24 decembrie)
- Epifania (6 ianuarie)—înainteprăznuire: 4 zile (2 ianuarie - 5 ianuarie)
- Întâmpinarea Domnului (2 februarie)—înainteprăznuire: o zi (1 februarie)
- Bunavestire (25 martie)—înainteprăznuire: o zi (24 martie)
- Schimbarea la Față (6 august)—înainteprăznuire: o zi (5 august)
- Adormirea Maicii Domnului (15 august)—înainteprăznuire: o zi (14 august)